# Mellantjärnen (Hjulsjö socken, Västmanland)
Mellantjärnen är en sjö i Hällefors kommun i Västmanland och ingår i Norrströms huvudavrinningsområde.